# One for All (Brand Nubian)
One for All è il primo album in studio del gruppo hip hop statunitense Brand Nubian, pubblicato nel 1990.
Trascinato dal singolo Slow Down, che campiona What I Am di Edie Brickell & New Bohemians, l'album si impone per originalità e creatività messa in campo.
L'album è stato rimasterizzato dalla Tommy Boy nel 2020, in occasione del trentennale della sua uscita, sia in formato fisico CD e vinile sia in digitale.

## Tracce
1. All for One
2. Feels So Good
3. Concerto in X Minor
4. Ragtime
5. To the Right
6. Dance to My Ministry
7. Drop the Bomb
8. Wake Up (Stimulated Dummies Mix)
9. Step to the Rear
10. Slow Down
11. Try to Do Me
12. Who Can Get Busy Like This Man...
13. Grand Puba, Positive and L.G.
14. Brand Nubian
15. Wake Up (Reprise in the Sunshine)
16. Dedication